# Яхаги (лек крайцер, 1942)
Яхаги (на японски: 矢矧, Yahagi) е лек крайцер на Императорските ВМС на Япония от времето на Втората световна война, кораб от проекта крайцери „Агано“.

## Описание на проекта
Яхаги е вторият в серията от четири леки крайцера тип „Агано“, и, както и другите кораби на своя тип, е предназначен да бъде флагман на съединенията разрушители.

## История на службата

### Начало на службата
Яхаги е спуснат на вода от корабостроителницата на флота в Сасебо на 29 декември 1943 г. и е изпратен в Сингапур за патрулиране на водите в района на островите Лингга и за обучение на личния състав през февруари 1944 г. През май той отплава от Сингапур за Тави-Тави със самолетоносачите „Тайхо“, „Дзуйкаку“ и „Шокаку“ и крайцерите „Миоко“ и „Хагуро“.

### Сражения за Филипините
Сражението във Филипинско море се състои на 13 юни 1944 г. „Яхаги“ се намира в състава на „Група A“ на адмирал Джисабуро Одзава, което противостои на американския 5-ти флот в „решаващото сражение“ при Сайпан, в качеството на флагман на разрушителите на 10-ти дивизион „Асагумо“, 17-ти дивизион „Ураказе“, „Исоказе“ и „Таниказе“, 61-ви дивизион „Вакацуки“, „Хацудзуки“, „Акидзуки“ и „Шимоцуки“, които прикриват самолетоносачите. На 19 юни 1944 г. японското авионосно съединение атакува съединението TF 58 на ВМС на САЩ, но губи по-голямата част от своите самолети в „Големият мариански лов на пуйки“. „Яхаги“ и „Уракадзе“ спасява 570 члена от екипажа на самолетоносача „Шокаку“ след като той е торпилиран от подводницата „Кавала“ (USS Cavalla (SS-244)).
След сух док и ремонт в Куре в края на юни-началото на юли 1944 г., „Яхаги“ получава две допълнителни трицевни 25 mm зенитни оръдия (увеличавайки общият им брой до 48) и радари тип 13 за въздушни цели и тип 22 за надводни кораби. На 8 юли 1944 г. Яхаги отплава от Куре с войски, и заедно с многобройни линкори, крайцери и разрушители се връща в Сингапур.
На 22 октомври 1944 г. „Яхаги“ участва в сражението в залива Лейте във втората част на Група „A“ на Първо Мобилно Ударно Съединение на вицеадмирал Такео Курита: (централно съединение), от „Яхаги“ се води ръководството на 10-та ескадра разрушители „Кийошимо“, „Новаки“, „Ураказе“, „Юкиказе“, „Хамаказе“ и „Исоказе“. Те осигуряват прикритието на линкорите Те „Конго“ и Харуна и крайцерите „Тоне“, „Чикума“, „Кумано“ и „Судзуя“. По време на сражението в морето Субиан, на 24 октомври 1944 г., над японското съединение са извършени 11 нападения от над 250 самолета на самолетоносачите на TF 38 „Есекс“ (USS Essex (CV-9)), „Лексингтън“ (USS Lexington (CV-16)), „Интерпид“ (USS Intrepid (CV-11)), „Кабот“ (USS Cabot (CVL-28)), „Франклин“ (USS Franklin (CV-13)) и „Ентърпрайз“ (USS Enterprise (CV-6)). Независимо от това, че японският линкор „Мусаши“ потъва, а „Ямато“ и „Нагато“ получават повреди, „Яхаги“ остава невредим. В последвалия бой при остров Самар, на 25 октомври 1944 г., където „Яхаги“ също участва, той също минава без попадения в него. На 26 октомври 1944 г. Група A е атакувана от 80 самолета на самолетоносачите при Панай, а след тях следва атака на 30 тежки бомбардировача B-24 Либърейтър на ВВС на САЩ и още 60 самолета с морско базиране. След тези нападения „Яхаги“ също няма повреди и се връща в Бруней невредим.

## Краят на Императорсия флот на Япония
На 16 ноември 1944 г. 10-та ескадра разрушители е разпусната и „Яхаги“ става флагман на 2-ра ескадра на контраадмирал Комура Кейдзо. „Яхаги“ получава заповед да се върне в Япония, на същия ден, за ремонт и модернизация. Той остава в японски води до март 1945 г.
На 6 април 1945 г. „Яхаги“ получава заповед да участва в „Операция Тен-го“ с цел атака над американските сили за нахлуване на Окинава. „Яхаги“ трябва да се присъедини към „Ямато“ при Токушима за да участва в последната самоубийствена операция против американския флот.

В 12:20, на 7 април 1945 г., „Ямато“ и съпровождащите го кораби са атакувани от 386 самолета (180 изтребителя, 75 бомбардировача, 131 торпедоносеца) на TF 58. 
В 12:46 торпедо уцелва „Яхаги“ право в машинното отделение, убивайки намиращите се там членове на екипажа и довеждайки до пълното спиране на кораба. Загубилия ход „Яхаги“ получава попадания като минимум още на 6 торпеда и 12 бомби от последвалите вълни американски самолети. Японският разрушител „Исоказе“ опитва да достигне „Яхаги“', за да окаже помощ, но самият той е атакуван, получава тежки повреди и потъва по-късно. „Яхаги“ се преобръща и потъва в 14:05 в точката с координати 30°47′ с. ш. 128°08′ и. д. / 30.783333° с. ш. 128.133333° и. д., отнасяйки със себе си живота на 445 моряка. Контраадмирал Комура и капитан Хара са сред спасените от разрушителите „Хацушимо“ и „Юкиказе“. Спасилите се наблюдават „Ямато“ от разстояние, все още плаващ на юг и водещ бой с атакуващите го американски самолети. Обаче в действителност „Ямато“ е само на няколко минути от своята гибел.
„Яхаги“ е изключен от списъците на флота на 20 юни 1945 г.

## Командири на кораба
- 11.10.1943 – 20.12.1944 капитан 1-ви ранг (тайса) Сусуми Кимура (на японски: 吉村真武);
- 20.12.1944 – 7.4.1945 капитан 1-ви ранг (тайса) Тамеичи Хара (на японски: 原為一);

## Коментари
1. ↑  Всички данни са към момента на влизане в строй.